# نظرية الفلم
نظرية الفيلم (بالإنجليزية: Film theory) أو دراسات السينما هو اختصاص أكاديمي يهدف إلى استكشاف جوهر السينما ويوفر إطارات عمل مفاهيمية لفهم علاقة الفيلم بالواقع وبالفنون الأخرى وبالمشاهدين من الأفراد وبالمجتمع كلياً. لا يجب الخلط بين نظرية الفيلم والنقد السينمائي العام وتاريخ الفيلم، بالرغم من وجود بعض المواضيع المشتركة ما بين الاختصاصات الثلاثة.

## مقاربات
هذا ولأن الفيلم يمكن اعتباره فنّاً، وسيلة إعلام أو سلعةً تجارية، فإن هناك نظريات سينمائية جمالية، نظرية اتصالاتية وتجارية. يمكنا أيضاً التمييز بين نظرية السينما التي تُشدِّد على أولوية الإنتاج الفيلمي أو السينمائي بشكل أكبر، عن تلك التي تسمى نظرية التلقي التي ينصبُّ اهتمامها على وَقع وتأثير الفيلم على المتلقي (المُشاهِد).
المقاربات النظرية المعروفة هي التالية:
- '''نظرية النوع''' Genre وهي التي تنشغل بالبحث عن المشتركات بين الأفلام وبالتالي استنباط السمات النوعية العامة وتصنيفها تبعاً لذلك (مثال: عنف، رعب، روائي، دراما، جريمة وغيرها)
- نظرية المؤلف، وهي التي تسعى في بحثهاً للتعرف خلال الفيلم ذاته على الخطوط التي يرسمها الفنان أو المخرج أو المؤلف.
- نظرية الفيلم التحليل-نفسية.
- نظرية الفيلم النسوية
- السميائية في الفيلم أو فيلمسميولوجيا والتي تعتبر الفيلم كنظام دلالي (انظر سميوطيقا)
- نظرية الفيلم الشكلانية الجديدة
- نظرية الأداة